# سحابی نعل اسب
سحابی امگا
این سحابی همچنین به عنوان سحابی قو یا سحابی نعل اسب (شناسه به عنوان مسیه 17 یا M17) نیز شناخته شده است.
این سحابی ، که یک منطقه اچ دو در صورت فلکی صورت فلکی قوس است؛ توسط ژان فیلیپ دو شزو در سال ۱۷۴۵ دیده شد.
چارلز مسیه در سال ۱۷۶۴ این جرم را به کاتالوگ خود (کاتالوگ مِسیه) وارد کرد.
این سحابی واقع در ناحیه ی غنی از ستارگان در صورت فلکی قوس قرار گرفته است.

## ویژگی‌ ها

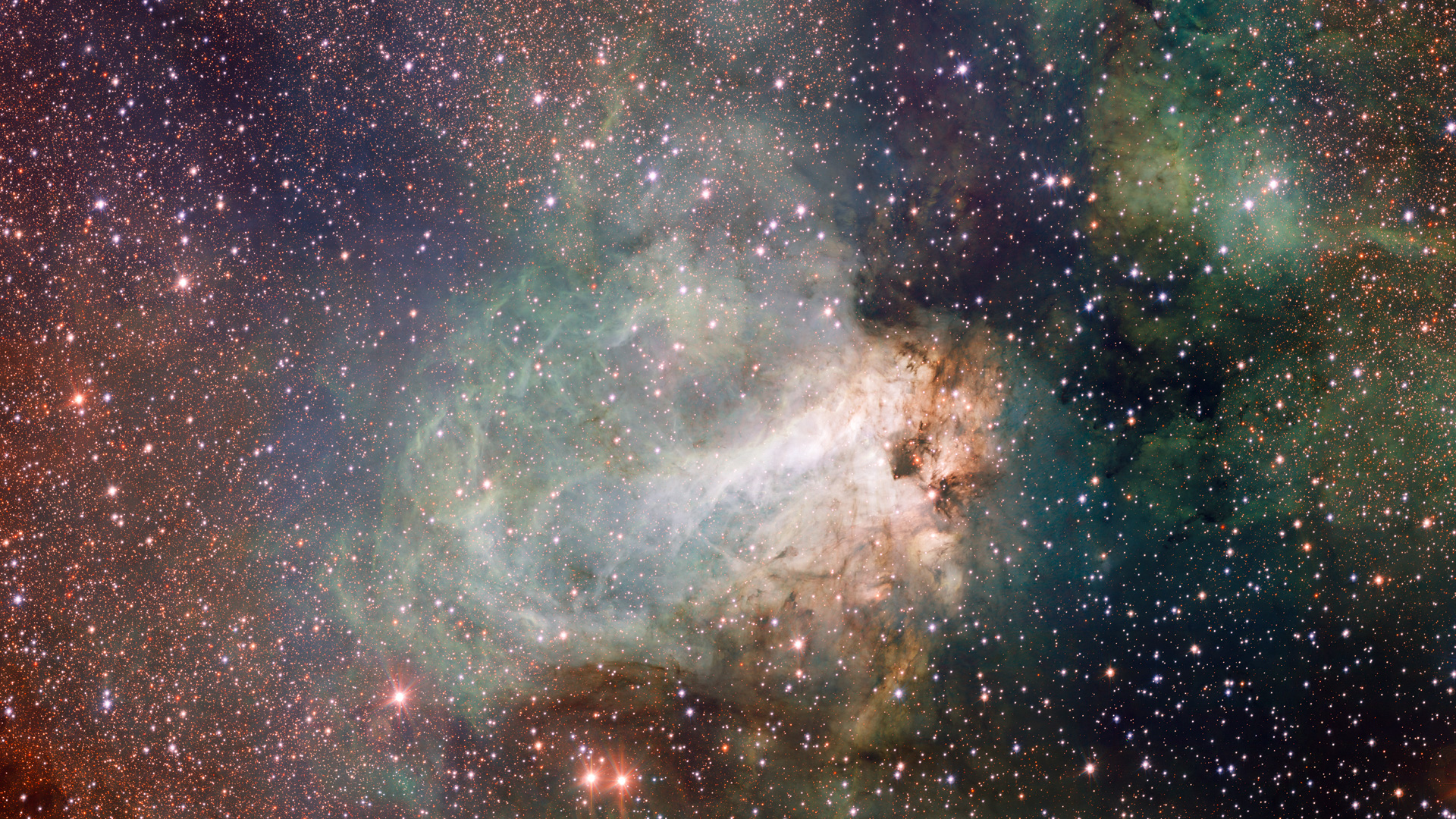
تصویر محل تولید ستارگان در سحابی مسیه 17 (امگا)

این سحابی بین پنج یا شش هزار سال نوری از زمین فاصله داشته و دهانه آن به اندازه ۱۵ سال نوری قطر دارد.
این سحابی، بخشی از محیط میان ستاره ای ایست که ۴۰ سال نوری قطر داشته و جرم کلی آن ۳۰ هزار برابر جرم خورشید است.مجموع جرم سحابی امگا، ۸۰۰ برابر جرم خورشید تخمین زده می شود
این سحابی، به عنوان یکی از روشن ترین و پرجرم ترین نواحی تشکیل ستاره ای در کهکشان ما  شناخته شده است.
وضعیت هندسی آن مانند سحابی شکارچی ست. با این تفاوت که بجای لبه(چیزی که در سحابی شکارچی دیده می شود)، از روبرو دیده می شود.
این خوشه باز NGC 6618 نهفته تعبیه شده در nebulosity و باعث می‌شود که گازها از سحابی به درخشش با توجه به تابش از این، داغ، ستاره‌های جوان؛ اما واقعی تعداد ستاره‌ها در سحابی بسیار بالاتر است - تا ۸۰۰, ۱۰۰ از نوع طیفی زودتر از B9 و ۹ از نوع طیفی Oبا به علاوه بیش از یک هزار ستاره در شکل گیری آن مناطق بیرونی. همچنین یکی از جوانترین خوشه شناخته شده با سن فقط ۱ میلیون سال است.
این نورانی آبی متغیر HD 168607واقع در جنوب شرق بخشی از سحابی امگا به طور کلی تصور می‌شود مرتبط با آن؛ آن همسایه نزدیک آبی hypergiant HD 168625ممکن است بیش از حد.
قو بخشی از M17 امگا سحابی در صورت فلکی قوس nebulosity گفته شده است که شبیه به یک آرایشگر قطب.

## تحقیقات اولیه
اولین تلاش به دقت رسم سحابی (به عنوان بخشی از یک سری از طرح‌ها از سحابی) ساخته شده توسط جان هرشل در سال ۱۸۳۳ و منتشر شده در سال ۱۸۳۶. او در توصیف این سحابی مانند:

## نگارخانه

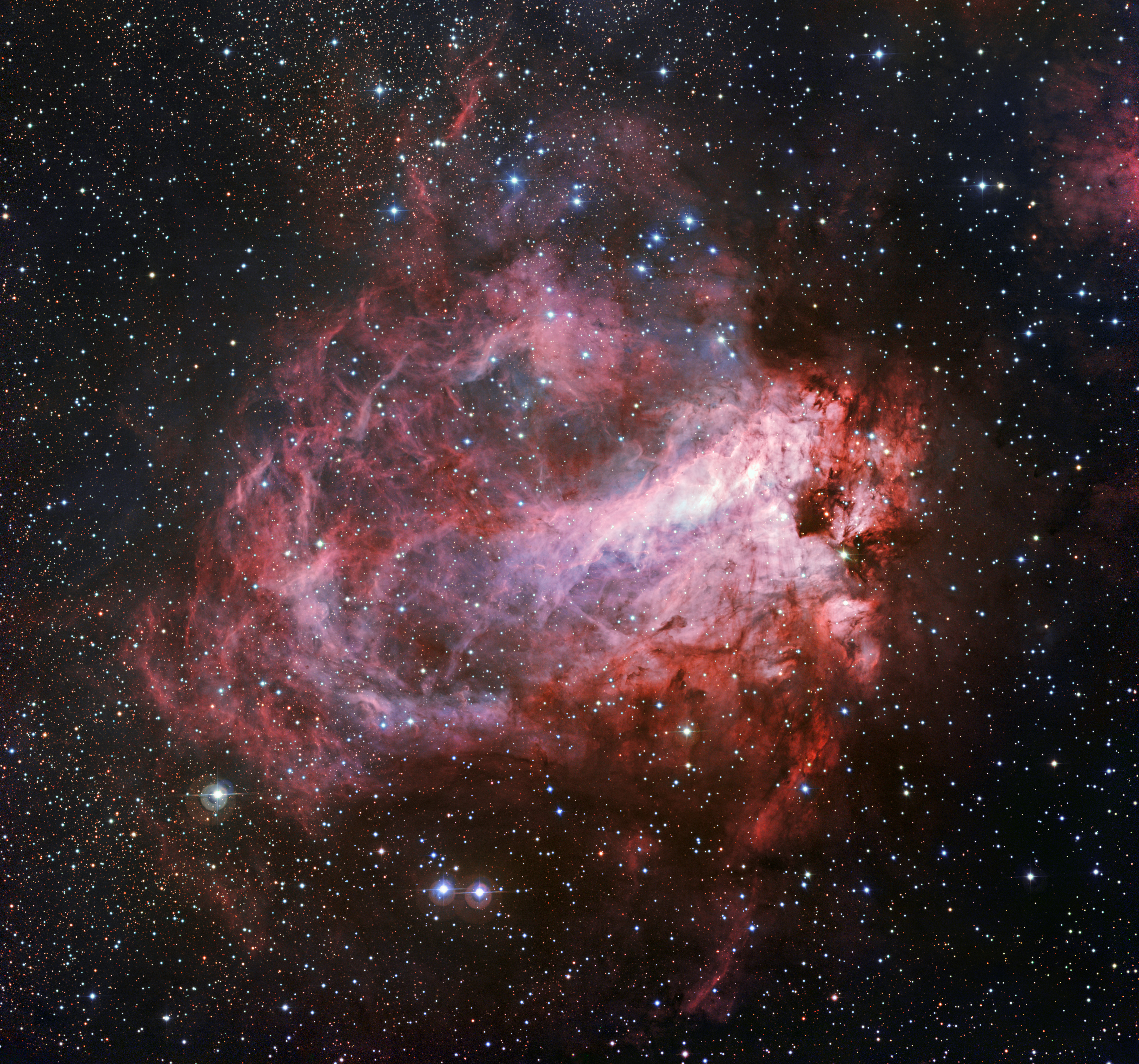
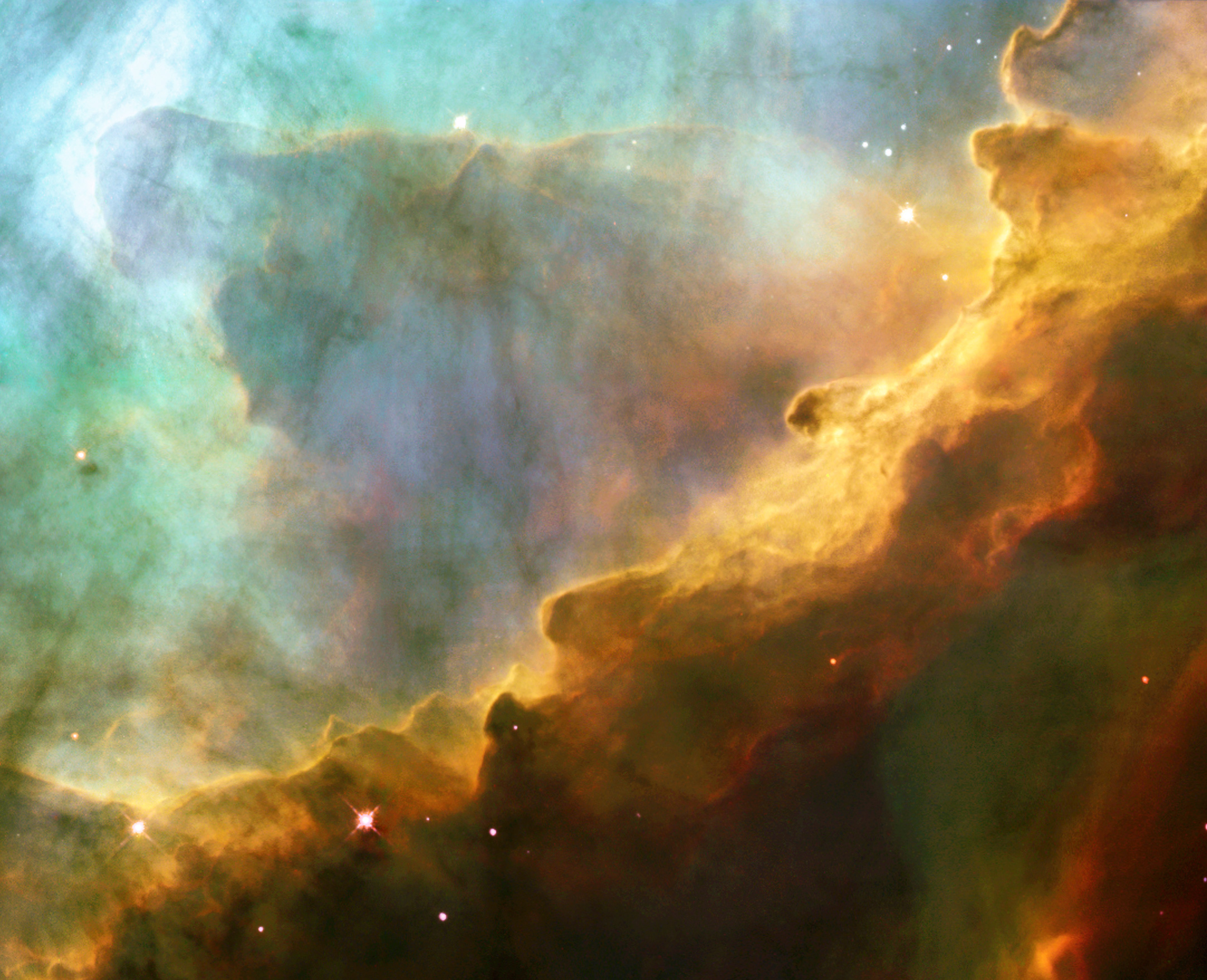
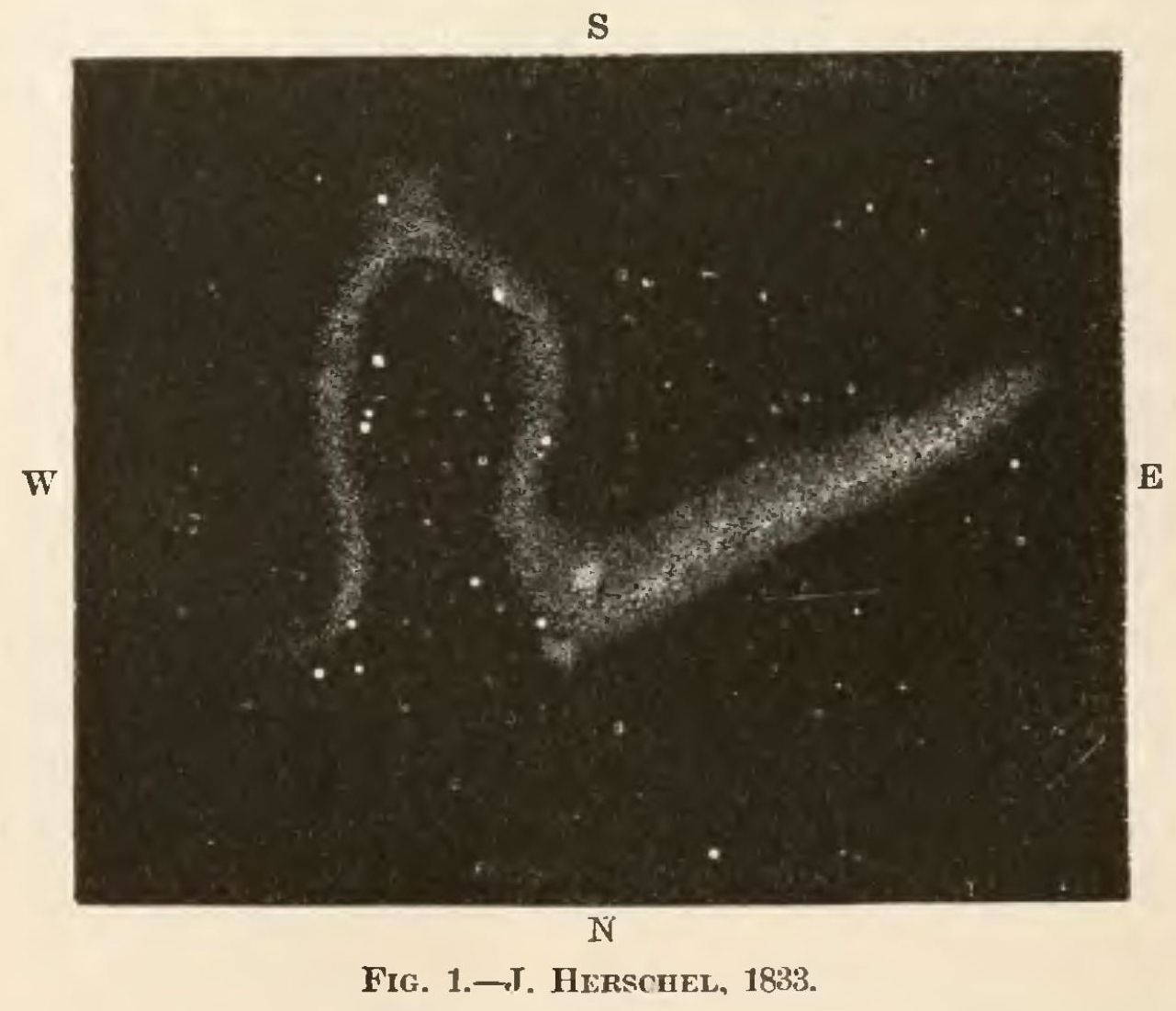
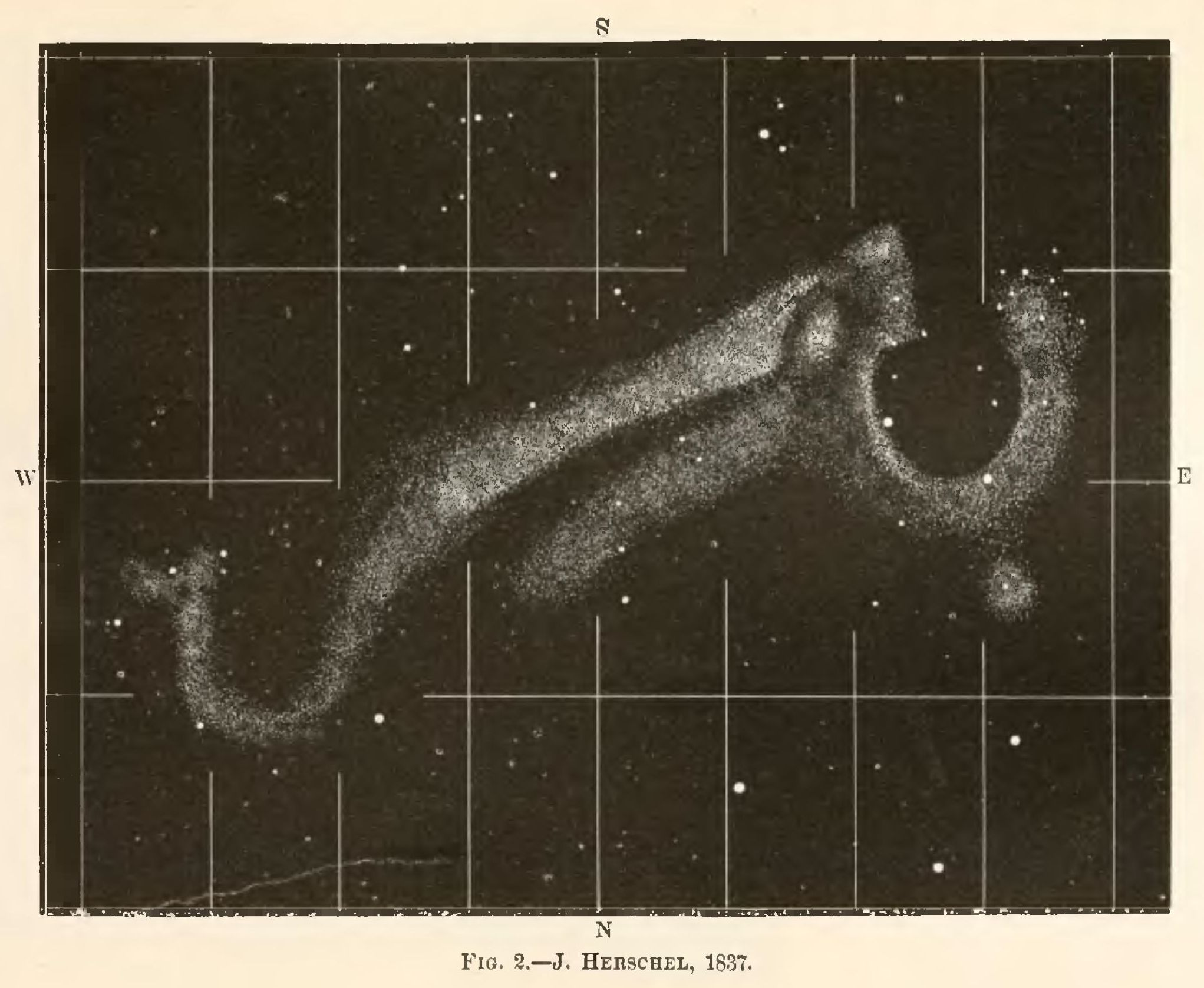
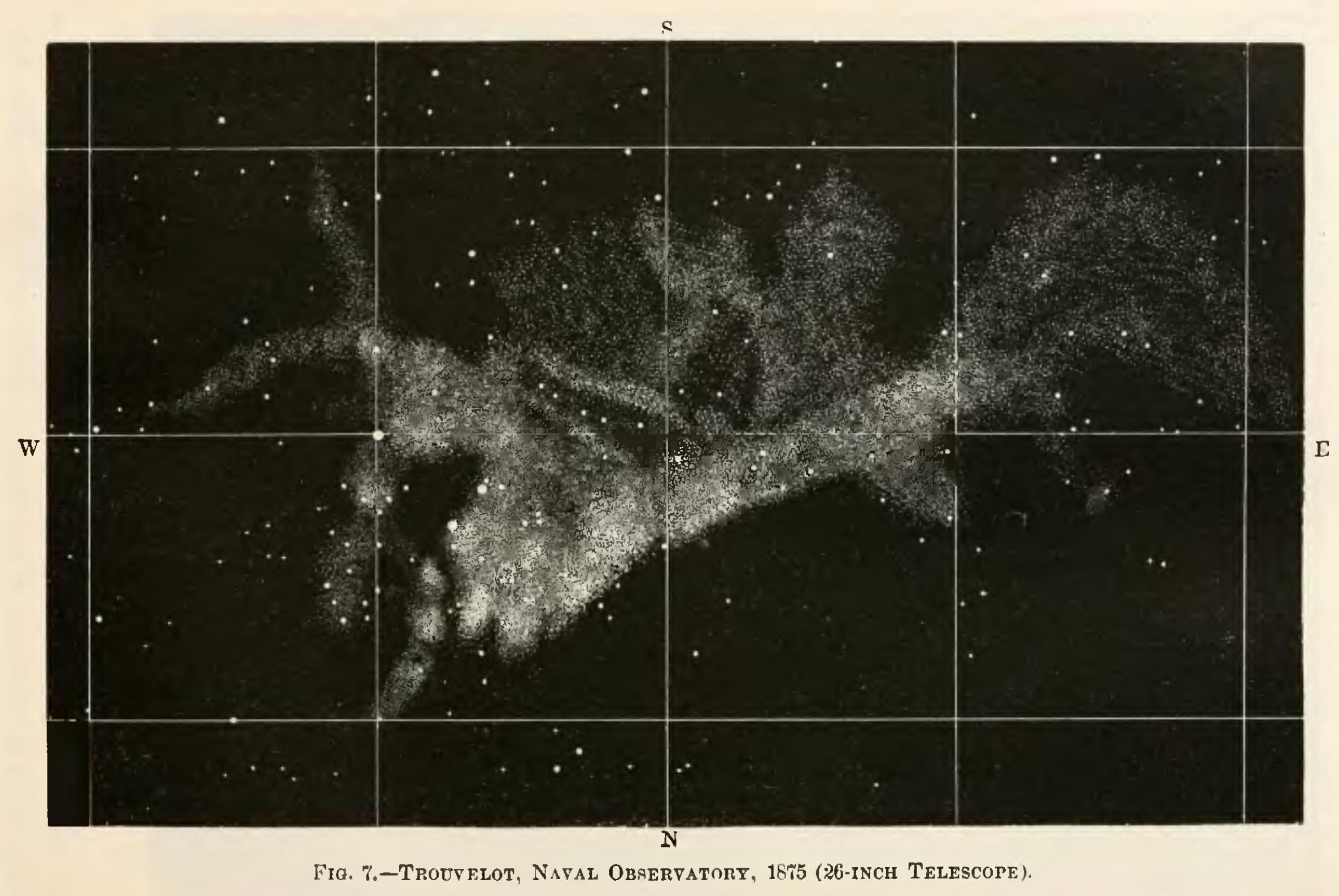